# Centralna dogma molekularne biologije
Centralnu dogmu molekularne biologije je prvi formulisao Francis Krik 1958, i zatim ponovo naveo u članku objavljenom u žurnalu Nature 1970:
Centralna dogma molekularne biologije se bavi detaljnim ostatak-po-ostatak transferom sekvencijalne informacije. Ona navodi da se takve informacije ne mogu vratiti sa proteina na bilo drugi protein ili nukleinsku kiselinu.
Ili, po rečima Maršala Nirenberga, „DNK formira RNK koja formira protein.“
Ova dogma je okvir za razumevanje prenosa sekvence informacija između sekvencijalnog biopolimera koji nosi informacije, u najčešćem ili opštom slučaju, u živim organizmima. Postoje tri glavne klase takivih biopolimera: DNK i RNK (oba su nukleinske kiseline), i proteini. Moguće je zamisliti 3×3 = 9 pravaca transfera informacije među njima. Dogma ih klasifikuje u tri grupe od tri: 
- tri generalna transfera (za koje se smatra da se normalno javljaju u većini ćelija),
- tri specijalna transfera (poznato je da javljaju pod specifičnim uslovima u slučaju nekih virusa ili u laboratoriji), i
- tri nepoznata transfera (za koje se smatra da se ne javlaju).

Generalni transferi opisuju normalni protok biološke informacije: DNK se može kopirati na DNK (replikacija DNK), DNK informacija se može kopirati na iRNK (transkripcija), i proteini se mogu sintetisati koristeći iRNK informacije kao templat (translacija).

## Spoljašnje veze
- Centralna dogma molekularne biologije